# Kolšek
Kolšek je priimek v Sloveniji, ki ga je po podatkih Statističnega urada Republike Slovenije na dan 1. januarja 2022 uporabljalo 194 oseb. Največ oseb s tem priimkom (194) živi v savinjski statistični regiji. Po pogostosti je priimek na 2.212. mestu, v savinjski regiji pa na 349. mestu.

## Znani nosilci priimka
- Alenka Kolšek (1957–2006), krajinska arhitektka in konservatorka
- Borut Kolšek (* 1946), kardiolog
- Friderik Kolšek (1932–1997), duhovnik, prelat, celjski mestni župnik - opat
- Jože Kolšek (1928–neznano), organski kemik
- Katja Kolšek, filozofinja, sinologinja, prevajalka
- Konrad Kolšek (1933–2009), generalpolkovnik JLA
- Marija Kolšek, gozdarka
- Marko Kolšek, zborovski pevec
- Natalija Kolšek, pevka
- Peter Kolšek (1951–2019), pesnik, literarni kritik, publicist, urednik
- Tone Kolšek, kulturni delavec
- Vera Kolšek (1930–2007), arheologinja, muzealka
- Zvonko Kolšek (*1956), odvetnik